# Inestabilidad de dos haces
La inestabilidad de dos haces es un tipo de inestabilidad común en la física de plasmas, y puede aparecer a través de la inyección de un haz de partículas en un plasma, o también induciendo una corriente a través del plasma de manera tal que las diferentes especies que la componen (iones y electrones) posean velocidades de deriva diferentes (de donde viene el nombre "dos haces"). La energía de las partículas puede llevar a la excitación de ondas de plasma.

## Relación de dispersión
Considérese un plasma frío, uniforme y no magnetizado, donde los iones sean estacionarios y los electrones tengan velocidad {\displaystyle \mathbf {V} _{0}}, o sea, con el sistema de referencia desplazándose junto al haz de iones. Sean las ondas electrostáticas del tipo:
{\displaystyle \mathbf {E} _{1}=\xi _{1}\exp[i(kx-\omega t)]\mathbf {\hat {x}} }
Aplicando una linealización de las ecuaciones de movimiento, de continuidad, y de Poisson, e introduciendo operadores armónicos espaciales y temporales {\displaystyle \partial _{t}\rightarrow -i\omega }, {\displaystyle \nabla \rightarrow ik} podemos obtener:
{\displaystyle 1=\omega _{pe}^{2}\left[{\frac {m_{e}/m_{i}}{\omega ^{2}}}+{\frac {1}{(\omega -kv_{0})^{2}}}\right]}
, lo que representa la relación de dispersión de ondas longitudinales. Esta ecuación representa una ecuación de cuarta orden en términos de la frecuencia de onda {\displaystyle \omega }. Las soluciones pueden ser expresadas en la siguiente forma general:
{\displaystyle \omega _{j}=\omega _{j}^{R}+i\gamma _{j}}
Si la parte imaginaria ({\displaystyle Im(\omega _{j})=0}), entonces las soluciones simplemente representan los modos posibles sin sufrir crecimiento ni amortiguamiento temporal alguno:
{\displaystyle \mathbf {E} =\xi \exp[i(kx-\omega t)]\mathbf {\hat {x}} }
Si {\displaystyle Im(\omega _{j})\neq 0}, o sea, si alguna de las raíces es compleja, ellas van a existir en forma de pares conjugados, y al sustituir en la expresión para ondas electrostáticas se obtiene:
{\displaystyle \mathbf {E} =\xi \exp[i(kx-\omega _{j}^{R}t)]\exp[\gamma t]\mathbf {\hat {x}} }
La dinámica temporal de la amplitud de la onda va a depender fuertemente del parámetro {\displaystyle \gamma }; si {\displaystyle \gamma <0}, las ondas van a sufrir un amortiguamiento exponencial; si {\displaystyle \gamma >0}, entonces las ondas van a crecer en forma exponencial, volviéndose inestables.

## Interacción onda-partícula
La inestabilidad de dos haces puede ser considerada como el resultado del proceso inverso del amortiguamiento de Landau, donde la existencia de más partículas resonantes lentas que rápidas (en relación con la velocidad de fase de la onda) produce una transferencia de energía desde la onda hacia las partículas lentas. En este caso, por ejemplo, al inyectar un haz de electrones en un plasma, la función de distribución de las partículas posee un pequeño "monte" (llamada distribución bump-on-tail). Para una dada velocidad de fase de la onda, en la región donde la inclinación de la curva es positiva, va a haber más partículas resonantes rápidas ({\displaystyle v>v_{ph}}) que partículas resonantes lentas ({\displaystyle v<v_{ph}}), o sea, habrá una mayor cantidad de energía transferida de estas partículas rápidas hacia la onda, que de la onda hacia partículas lentas, provocando que la onda crezca en forma exponencial.